# Anumbius annumbi
Anumbius annumbi là một loài chim trong họ Furnariidae.

## Hình ảnh

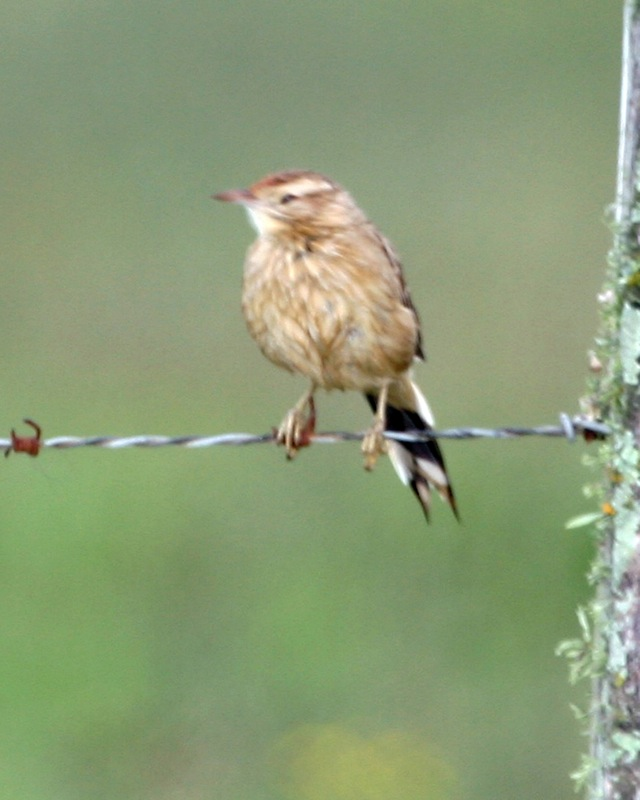
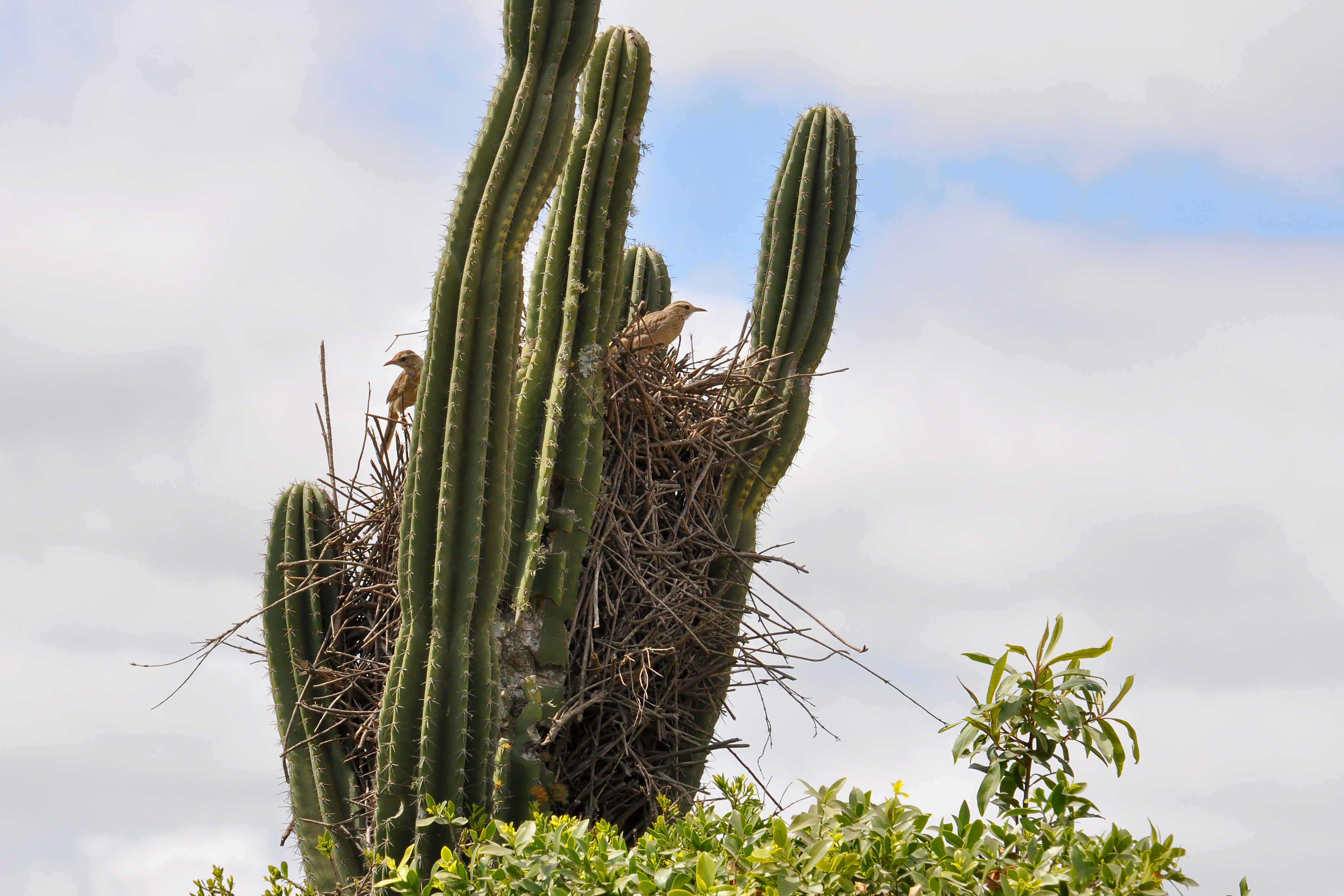